# Amir Derakh
Amir Davidson (nome de palco de Amir Derakh) nasceu em 20 de junho de 1963 e é um músico norte-americano. É guitarrista e tocador de sintetizador da banda Julien-K e guitarrista da banda Dead by Sunrise. Ele é um ex-guitarrista/sintetizador da banda Orgy e tocou guitarra nas bandas Rough Cutt e Jailhouse.

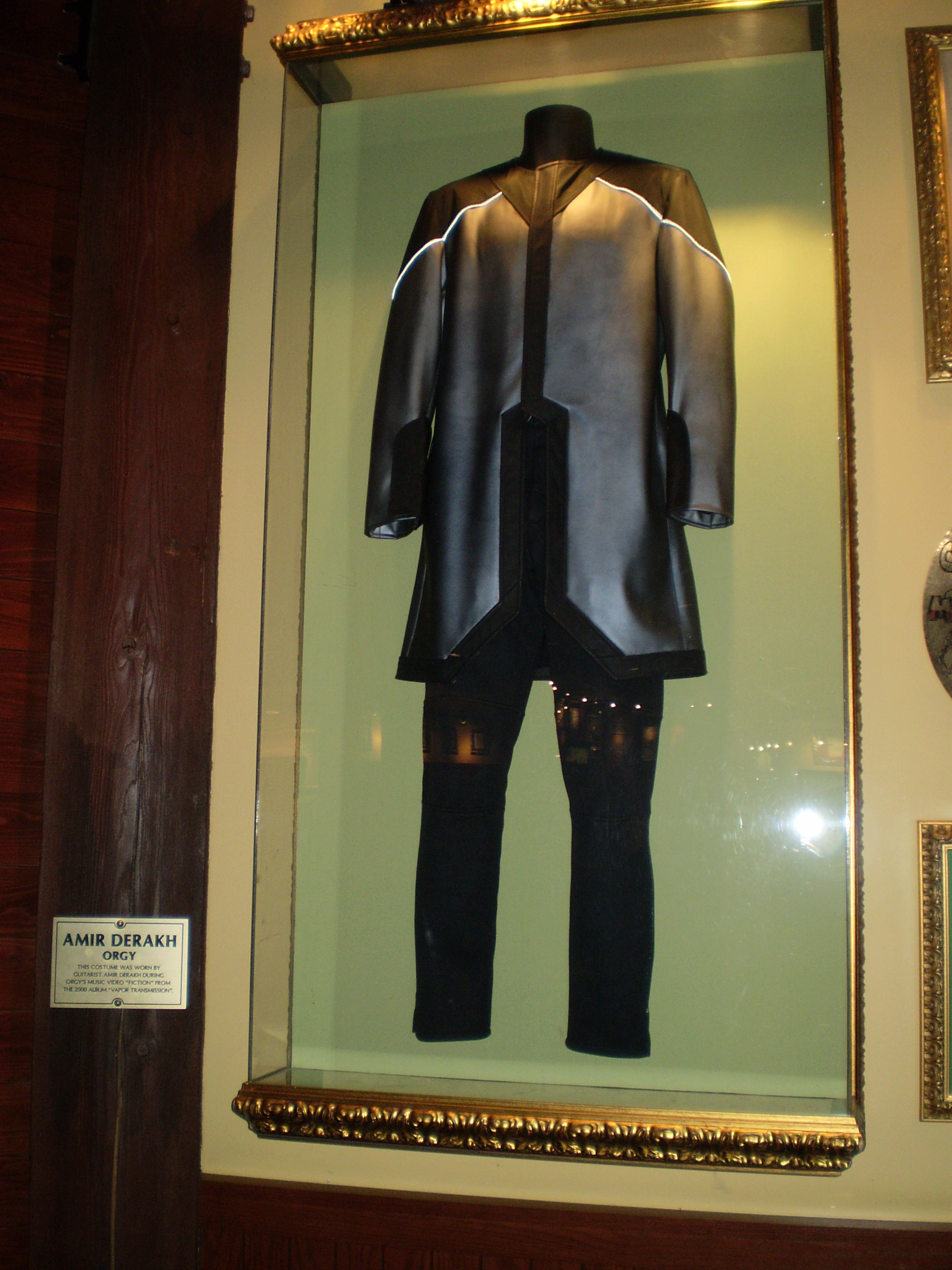
Roupa de Amir Derakh no Hard Rock Cafe, em San Francisco, Califórnia.

## Vida pessoal
Derakh possui ascendência iraniana, irlandesa, austríaca, húngara e russa. Freqüentou a UCLA e recebeu seu certificado em produção/engenharia. Ele já trabalhou com Grover Jackson da Jackson Guitars e projetou pessoalmente várias das guitarras que usa para tocar atualmente. Uma de suas motivações para a concepção de suas próprias guitarras é o seu desejo de criar algo original, mas funcional.